# Аткарск
Аткарск (рус. Аткарск) град је у Русији у Саратовској области. Према попису становништва из 2010. у граду је живело 25624 становника.

## Становништво
| 1939.  | 1959.  | 1970.  | 1979.  | 1989.  | 2002.  | 2010.  |
| ------ | ------ | ------ | ------ | ------ | ------ | ------ |
| 18.956 | 27.771 | 28.881 | 29.112 | 28.877 | 27.907 | 25.624 |